# .ye
ye. أو يمَن (بالعربية) هو نطاق المستوى الأوَّلي لليمن (ccTLD).
وعلى من يريد تسجيل نطاق ينتهي بـ .ye لابد أن يكون الموقع ممثل محلّي أو يكون الموقع مستضاف على خوادم اسم نطاق (DNS) اليمن.

## نطاقات ذات المستوى الثاني
هناك ثمان نطاقات من المستوى الثاني. التسجيلات تتم بدًأ من المستوى الثالث:
- com.ye: مواقع تجارية
- co.ye: الشركات
- ltd.ye: الشركات المحدودة
- me.ye: الأفراد
- net.ye: مزوّدي شبكات
- org.ye: منظمات يمنية
- plc.ye: شركات حكومية
- gov.ye: مواقع حكومية
- edu.ye: مواقع تعليمية